# 第五頡
第五頡（？—？），字子陵，京兆長陵縣（今陝西咸陽東北）人，東漢司空第五倫少子。

## 生平
第五頡原任郡功曹、州從事，受公府舉薦高第，任侍御史、南頓令，後來歷任桂陽、廬江、南陽太守、諫議大夫，第五頡所在之處都受到人們的稱讚。延光三年（124年），漢順帝還是太子時，受王聖等人誣陷，被廢為濟陰王，當時第五頡任太中大夫，第五頡和太僕來歷等人堅決諫諍。漢順帝即位後，擢拔第五頡為將作大匠，第五頡在任內去世。

## 外部連結
- 國學導航《後漢書·卷四十一》附注 （页面存档备份，存于）